# Xgrid
Xgrid（エックスグリッド）とはAppleがかつて開発していたＭac OS X Server / Mac OS X用の分散コンピューティング / コンピュータ・クラスター環境。
ローカルネットワーク及びインターネットを介して複数台のMacに計算作業を分担させる事が可能。Bonjourテクノロジーを用いて、ネットワーク上で主コントローラのマシンがエージェントとして使えるマシンを自動検知することができる。
Mac OS X v10.3 以降で動作し、Mac OS X Server / Mac OS X v10.4から標準機能として搭載されて、OS X Mountain Lion/OS X Server 2.0で廃止された。
アメリカ合衆国内では、安価かつ容易にグリッド・コンピューティングを実現できるシステムとして主に大学の研究機関の間では一定の人気があった。